# Drugi spol
Drugi spol (fr.: Le Deuxième Sexe) je stručna knjiga francuske spisateljice Simone de Beauvoir. Knjiga se često ubraja u jedan od klasika feminističke književnosti.

## Sadržaj
Drugi spol je knjiga o ulozi žene, njenom razvoju, ugroženosti žena i o tome što uopće znači biti žena. Iz povijesnoga kuta gledanja, de Beauvoir objašnjava kako se formirala uloga žene kao "one druge osobe" i kako je takvo mišljenje održavano vremenom da bi na kraju zaključila: "Osoba se ne rađa kao žena, ona to postaje".
Simone de Beauvoir tvrdi da djevojčicama i dječacima okruženje pomaže u formiranju njihovih spolnih uloga. Fiziologija djevojčica i seksualni organ su okruženi tabuima, dok se dječaci odgajaju da budu ponosni na svoju muškost. Dalje tijekom odrastanja djevojčice se ohrabruju biti pasivne, što dovodi do toga da se ne uzdaju u svoje vlastite snage i da se ne usuđuju pobuniti. Dječaci se pak hrabre da se igraju, ponekad i nasilnim igrama, što će im kasnije pomoći da preuzmu suverenost nad drugima.

## Vanjske poveznice
- www.irishtimes.com – Catriona Crowe: »Second can be the best« (engl.)
- www.independent.co.uk – Joan Smith: »The Second Sex, By Simone de Beauvoir« (engl.)
- www.laurelzuckerman.com – The Second Sex: a talk with Constance Borde and Sheila Malovany Chevalier (engl.)